# Фармакис, Яннис
Яннис Фармакис (греч. Ιωάννης Φαρμάκης; 1772, Власти, Османская империя (ныне: в периферии Западная Македония, Греция) — 1821, Константинополь) — греческий военачальник, герой первоначального, Придунайского, этапа Освободительной войны Греции 1821—1829 годов.

## Биография
Яннис Фармакис родился в Власти, епархия Эордея, ном Козани, Западная Македония в 1772 году. Принял участие в восстании попа Эфтимиоса Влахаваса в 1808 году и после его поражения эмигрировал в Россию.
В 1817 году в Москве Фармакис был посвящён в тайное общество Филики Этерия гетеристом Анагностарас. Перед самой своей смертью, в июле 1818 года, старший из трёх основателей общества Николаос Скуфас включил Фармакиса в число «12 апостолов», где за Фармакисом, под номером 7, был закреплён регион Фракия и Македония. После чего, усилиями гетериста Левентиса, служившего в российском посольстве в Бухаресте, Георгакис Олимпиос и Фармакис возглавили гарнизон господаря Валахии Караджа.
С началом военных действий гетеристов в княжествах Олимпиос и Фармакис вступили в Бухарест 16 мая 1821 года и упразднили правление города.
После вступления 1 мая 1821 года турецких войск в княжества, с согласия России, и поражения гетеристов при Драгашанах, Фармакис с Олимпиосом, во главе 350 бойцов, предприняли попытку через Молдавию пробраться в российскую Бессарабию, а оттуда в Грецию. Окружённые большими турецкими силами в монастыре Секку, в сентябре 1821 года повстанцы оказали многодневное сопротивление. После 14 дней обороны, 23 сентября 1821 года Фармакис и большинство защитников монастыря сдались, под гарантии турок и австрийца Вольфа.
Олимпиос и 11 бойцов забаррикадировались на колокольне и когда турки ворвались на монастырский двор и попытались забраться наверх, защитники колокольни взорвали себя и атакующих. Все сдавшиеся под гарантии турок и Вольфа были вырезаны. Фармакис был доставлен в Константинополь, где после пыток был публично обезглавлен.

## НароднаяМуза
Бой и смерть Олимпиоса и Фармакиса были воспеты греческой народной музой. Текст большинства песен дошёл до наших дней, благодаря французскому историку и филологу Claude Charle Fauriel (1772—1844) и его сборнику греческих песен Discours Preliminaire (1824—1825).